# Liste der Listen von Brücken
Die Liste der Listen von Brücken ist eine Aufzählung der in der Wikipedia vorhandenen Listen von Brücken.

## Listen von Brücken nach Eigenschaft
- Liste der größten Brücken
- Liste der größten Auslegerbrücken
- Liste der größten Bogenbrücken
- Liste der größten Hubbrücken
- Liste der größten Trestle-Brücken
- Liste der höchsten Brücken
- Liste der längsten Brücken
- Liste der längsten Drehbrücken
- Liste der längsten Fachwerk-Einfeldträger
- Liste der längsten Hängebrücken
- Liste der längsten Klappbrücken
- Liste von gedeckten Brücken
- Liste von Rohrleitungsbrücken
- Liste von Schrägseilbrücken
- Liste der Schwebefähren
- Liste von Seebrücken
- Liste antiker Brückenbauten
- Liste römischer Brücken
- Liste von Brückeneinstürzen

## Listen von Brücken nach Staat

### Brunei
- Liste von Brücken in Brunei

### China
- Liste von Jangtse-Brücken

### Dänemark
- Liste von Brücken in Dänemark

### Deutschland
- Liste beweglicher Brücken in Deutschland
- Liste der längsten Straßenbrücken in Deutschland
- Liste der höchsten Brücken in Deutschland
- Liste der längsten Bahnbrücken in Deutschland
- Liste mittelalterlicher Steinbrücken in Deutschland
- Liste von Seebrücken in Deutschland
- Liste der Alsterbrücken
- Liste der Brücken in Berlin
- Liste der Okerbrücken in Braunschweig
- Liste der Brücken in Bremerhaven
- Britzer Verbindungskanal
- Liste Coburger Brücken
- Liste der Eisenbahnbrücken in Sachsen
- Liste der Elbquerungen in Dresden
- Liste der Brücken über den Elbe-Havel-Kanal
- Liste der Brücken in Eschweiler
- Liste von Brücken in Hamburg
- Brücken in Herford
- Liste von Brücken in Ingolstadt
- Liste der Querungen über Rhein und Mosel in Koblenz
- Liste der Lahnbrücken
- Liste von Brücken in Lübeck
- Liste der Mainbrücken
- Liste der Mainquerungen in Frankfurt am Main
- Liste der Mainbrücken in Würzburg
- Brücken in Marburg
- Liste der Neckarbrücken
- Liste der Niddabrücken in Frankfurt am Main
- Liste der Brücken über die Panke
- Liste der Brücken über die Potsdamer Havel
- Liste der Brücken in Radeberg
- Liste der Rheinquerungen bei Mainz
- Liste der Ruhrbrücken
- Liste der Saalebrücken
- Liste von Brücken in Sachsen
- Brücken der Schnellfahrstrecke Hannover–Würzburg
- Mainbrücken in Schweinfurt
- Liste der Brücken über den Teltowkanal
- Liste der Brücken über die Untere Havel-Wasserstraße
- Liste der Wiedbrücken
- Liste der Wiesenbrücken in Lörrach
- Liste der Brücken im Wörlitzer Park
- Liste der Wupperbrücken
- Liste der Wuppertaler Wupperbrücken

### England
- Liste der Flussübergänge über den Severn
- Liste der Flussübergänge der Themse

### Frankreich
- Liste mittelalterlicher Brücken in Frankreich
- Brücken in Paris
- Liste der Seinebrücken

### Indien
- Liste von Brücken in Indien

### Italien
- Liste der Tiberbrücken in Rom
- Liste der Brücken in Venedig

### Niederlande
- Liste der Brücken über den Amsterdam-Rhein-Kanal
- Eurobrücken Spijkenisse

### Norwegen
- Liste von Brücken in Norwegen

### Österreich
- Liste der höchsten Brücken in Österreich
- Liste der Donaukanalbrücken
- Liste der Fußgängerbrücken in Graz
- Liste der Innbrücken in Innsbruck
- Liste der Brücken in Linz
- Brücken Salzburgs
- Liste der Traisenbrücken in St. Pölten
- Liste der Brücken in Wien
- Wiener Wienflussbrücken

### Polen
- Liste von Seebrücken in Polen

### Portugal
- Liste der Tejobrücken

### Rumänien
- Brücken in Timișoara

### Schweden
- Liste von Brücken in Schweden

### Schweiz
- Liste der gedeckten Brücken in der Schweiz
- Liste der höchsten Brücken in der Schweiz
- Liste der Flussinsel-Brücken in der Schweiz
- Liste der Seeinsel-Brücken in der Schweiz
- Liste der Brücken über den Aabach
- Liste der Aarebrücken
- Liste der Brücken über die Albula
- Liste der Brücken über die Allaine in der Schweiz
- Liste der Brücken über die Alte Lorze
- Liste der Brücken über die Arbogne
- Liste der Brücken über die Areuse
- Liste der Brücken über die Arve im Kanton Genf
- Liste der Brücken über die Aubonne
- Liste von Brückenbauten in Basel
- Liste der Brücken über die Birs
- Liste der Brücken über die Broye
- Liste der Brücken über die Bünz
- Liste der Brücken über den Chärstelenbach
- Liste der Brücken über den Chirel
- Liste der Brücken über den Doubs in der Schweiz
- Liste der Brücken über die Dranse
- Liste der Brücken über die Dünnern
- Liste der Brücken über die Emme
- Liste der Brücken über die Engelberger Aa
- Liste der Brücken über die Engstlige
- Liste der Brücken über die Ergolz
- Liste der Brücken über das Gadmerwasser
- Liste der Brücken über die Glâne
- Liste der Brücken über die Glatt (Rhein)
- Liste der Brücken über die Glatt (Thur)
- Liste der Brücken über den Glenner
- Liste der Brücken über die Goldach
- Liste der Brücken über die Gürbe
- Liste der Brücken über den Hinterrhein
- Liste der Brücken über die Ilfis
- Liste der Brücken über den Jaunbach
- Liste der Brücken über die Julia
- Liste der Brücken über die Kander
- Liste der Brücken über die Kleine Emme
- Liste der Brücken über die Landquart
- Liste der Brücken über das Landwasser
- Liste der Brücken über die Langete
- Liste der Brücken über die Limmat
- Liste der Brücken über die Linth
- Liste der Brücken über die Lorze
- Liste der Brücken über die Luthern
- Liste der Brücken über die Lütschine
- Liste der Brücken über den Medelser Rhein
- Liste der Brücken über die Meienreuss
- Liste der Brücken über die Mentue
- Liste der Brücken über die Muota
- Liste der Brücken über die Murg (Aare)
- Liste der Brücken über die Murg (Thur)
- Liste der Brücken über den Necker
- Liste der Brücken über die Petite Glâne
- Liste der Brücken über die Plessur
- Liste der Brücken über die Promenthouse
- Liste der Brücken über die Rabiusa
- Liste der Brücken über die Reuss
- Liste der Brücken über den Rheintaler Binnenkanal
- Liste der Brücken über die Furkareuss
- Liste der Brücken über die Gotthardreuss
- Liste der Brücken über die Saane
- Liste der Brücken über die Sarneraa
- Liste der Brücken über den Schächen
- Liste der Brücken über die Schüss
- Liste der Brücken über die Schwarze Lütschine
- Liste der Brücken über die Seez
- Liste der Brücken über die Sense
- Liste der Brücken über den Sernf
- Liste der Brücken über den Seyon
- Liste der Brücken über die Sihl
- Liste der Brücken über die Simme
- Liste der Brücken über die Sissle
- Liste der Brücken über die Sitter
- Liste der Brücken über die Sorne
- Liste der Brücken über die Steiner Aa
- Liste der Brücken über die Suhre
- Liste der Brücken über die Surb
- Liste der Brücken über den Talent
- Liste der Brücken über die Tamina
- Liste der Brücken über den Tessin in der Schweiz
- Liste der Brücken über die Thur
- Liste der Brücken über die Töss
- Liste der Brücken über den Trient
- Liste der Brücken über den Valser Rhein
- Liste der Brücken über die Venoge
- Liste der Brücken über die Vièze
- Liste der Brücken über den Vorderrhein
- Liste der Brücken über die Waldemme
- Liste der Brücken über die Weissemme
- Liste der Brücken über die Weisse Lütschine
- Liste der Brücken über den Werdenberger Binnenkanal
- Liste der Brücken über die Wigger
- Liste der Brücken über die Wyna
- Liste der Brücken über die Zihl
- Liste der Brücken über die Zulg
- Liste der Zürichsee-Brücken

### Spanien
- Liste der Tajobrücken

### Tschechien
- Brücken in Prag

### Vereinigte Staaten
- Liste von Seebrücken in den Vereinigten Staaten
- Liste der Brücken über den Charles River
- Liste der Brücken, Fähren, Staustufen und Seilbahnen über den Columbia River
- Liste der in das National Register of Historic Places eingetragenen Brücken in Michigan
- Liste der Brücken über den Unterlauf des Mississippi
- Brücken und Tunnel im New Yorker Hafen

## Listen von Brücken nach Kontinent (mehr als ein Staat)

### Europa
- Liste der Brücken über den Alpenrhein
- Liste der Brücken über den Alten Rhein
- Liste der Dneprbrücken
- Liste der Donaubrücken
- Liste der Elbbrücken
- Liste der Moselbrücken
- Liste der Neißebrücken in Görlitz und Zgorzelec
- Liste der Brücken im Muskauer Park
- Liste der Brücken über die Orbe
- Liste der Rheinbrücken
- Liste historischer Rheinbrücken
- Liste der Rheinbrücken 1853
- Liste von Seebrücken im Vereinigten Königreich

### Afrika
- Liste der Brücken über den Niger
- Liste der Nilbrücken
- Liste der Brücken über den Sambesi

### Asien
- Liste der Brücken über den Amudarja, den Pandsch, den Pamir und den Wachan
- Liste der Mekongbrücken

## Listen von Brücken nach Brückenbau-Ingenieur
- Liste von Brückenbauten mit Beteiligung von Frank M. Masters
- Liste von Brückenbauten mit Beteiligung von Ralph Modjeski
- Liste von Brückenbauten mit Beteiligung von George S. Morison
- Liste von Brückenbauten mit Beteiligung von Charles Conrad Schneider
- Liste von Brückenbauten mit Beteiligung von Joseph Baermann Strauss
- Liste von Brückenbauten mit Beteiligung von J. A. L. Waddell